# 손석진
손석진은 대한민국의 텔레비전 드라마 연출감독이다.

## 드라마
- 2024년 KBS2 단막극 《KBS 드라마 스페셜 - 핸섬을 찾아라》 ... 연출
- 2025년 ~ 2026년 KBS2 저녁 일일연속극 《친밀한 리플리》... 연출